# Wet Dreamz
Wet Dreamz è un singolo del rapper statunitense J. Cole, pubblicato il 14 aprile 2015 come secondo estratto dal suo terzo album in studio 2014 Forest Hills Drive.

## Descrizione
Il brano, scritto e prodotto da Cole stesso, narra la storia di come il rapper ha perso la verginità. Contiene un campionamento di Impeach the President dei The Honey Dippers.

## Video musicale
Il video musicale è stato pubblicato il 21 aprile 2015 sul canale YouTube di J. Cole e mostra in modo umoristico due cani riprodurre il testo del brano, per poi rivelare che i due cani sono di Cole e della ragazza di cui si parla nel brano.

## Tracce
Testi e musiche di Jermaine Cole, Charles Simmons e Roy Charles Hammond.
1. Wet Dreamz – 3:59

## Classifiche
| Classifiche (2015) | Posizione massima |
| ------------------ | ----------------- |
| Stati Uniti        | 61                |